# Moss Beach (Kalifornija)
Moss Beach je naseljeno područje za statističke svrhe u američkoj saveznoj državi Kalifornija. Prema popisu stanovništva iz 2010. u njemu je živjelo 3.103 stanovnika.